# Uuemõisa (Ridala)
Uuemõisa – wieś w Estonii, w prowincji Lääne, w gminie Ridala.